# قطعنامه ۱۳۸۹ شورای امنیت
قطعنامه ۱۳۸۹ شورای امنیت سازمان ملل متحد که در تاریخ ۱۶ ژانویه ۲۰۰۲ تصویب شد، سندی بین‌المللی دربارهٔ بررسی وضعیت در سیرالئون است. این قطعنامه طی نشست ۴۴۵۱ام با ۱۵ رای موافق، ۰ مخالف و ۰ ممتنع تصویب شد.